# Жабье (Смоленская область)
Жа́бье — деревня  в  Смоленской области России,  в Ельнинском районе. Население – 1 житель (2007 год)   Расположена в юго-восточной части области  в 16  км к северо-востоку от города Ельня,  в 9 км севернее автодороги Р96 Новоалександровский(А101)- Спас-Деменск — Ельня — Починок. В 11 км к югу от деревни железнодорожная станция Коробец на ветке Смоленск  - Сухиничи. Входит в состав Коробецкого сельского поселения.  Деревня находится на территории Ельнинского государственного биологического заказника.

## Экономика
2 фермерских хозяйства .